# Percy Andrew Ellis Richards
Pour les articles homonymes, voir Richards.
Percy Andrew Ellis Richards, né le 23 novembre 1868 à Londres où il est mort le 22 décembre 1937, est un chimiste analytique britannique.

## Biographie
Né en 1868, il étudie à la St. Paul's School et au King's College de Londres et est élève de C. W. Heaton en chimie analytique. Il lui succède comme maître de conférences en chimie au Charing Cross Hospital (en). 
Après le décès de Heaton, il s'installe comme chimiste-conseil et analytique, et est nommé analyste public de St. Martin-in-the-Fields. Peu de temps après, il devient analyste public à Hammersmith.
Il est président de la Society for Analytical Chemistry en 1924-1925,.